# Спадкоємиці (фільм, 2018)
«Спадкоємиці» (ісп. Las herederas) — драматичний фільм 2018 року спільного виробництва Парагваю, Уругваю, Німеччини, Бразилії, Норвегії та Франції, повнометражний режисерський дебют Марсело Мартінессі. Світова прем'єра фільму відбулася 16 лютого 2018 на 68-му Берлінському міжнародному кінофестивалі, де він брав участь в основній конкурсній програмі у змаганні за «Золотого ведмедя» та здобув кілька нагород.
У вересні 2018 року фільм було висунуто від Парагваю претендентом на 91-шу премію «Оскар» Американської кіноакадемії в номінації за найкращий фільм іноземною мовою.

## Сюжет
Чела і Чикіта, спадкоємиці багатих парагвайських сімей, прожили як пара протягом 30 років. З роками вони адаптувалися до фіксованого розподілу ролей. Екстраверт Чикіта несе відповідальність за управління спільного життям. Чела, зі свого боку, неохоче виходить з дому, вважаючи за краще провести день за мольбертом. Фінансові труднощі змушують їх продавати частину успадкованих ними улюблених меблів, кожен з яких є пам'ятною річчю. Коли Чикіту відправляють до в'язниці за борги, Чела раптом лишається на самоті. Вона використовує свій старий Daimler для надання послуг таксі багатим літнім жінкам по-сусідству. У своїй новій ролі водія, вона зустрічається з однією з доньок цих жінок — молодою і життєствердною Анжі. Ця зустріч змушує досить пасивну Челу вийти з усамітнення та допомагає їй знову відкрити власні бажання.

## У ролях
| • Ана Брун        | … | Чела    |
| • Маргарита Ірун  | … | Чикіта  |
| • Ана Іванова     | … | Анжі    |
| • Нільда Гонсалес | … | Паті    |
| • марія Мартінс   | … | Пітука  |
| • Алісія Гуерра   | … | Кармела |
| • Івера Зайяс     | … | співак  |

## Знімальна група
- Автор сценарію — Марсело Мартінессі
- Режисер-постановник — Марсело Мартінессі
- Продюсери — Себастьян Пенья Ескобар, Марсело Мартінессі
- Співпродюсери — Агустіна К'яріно Вулмінот, Фернандо Епштейн, Крістоф Фрідель, Клаудія Стеффен, Юлія Мурат, Гільде Берг, Марина Пералес, Ксав'є Роше
- Виконавчий продюсер — Себастьян Пенья Ескобар
- Оператор — Луїс Армандо Артеага
- Монтаж — Фернандо Епштейн
- Художник-постановник — Карло Спатуцца
- Художник з костюмів — Таня Сімброн
- Звук — Пабло Ламар
- Підбір акторів — Марсело Мартінессі

## Нагороди та номінації
| Список нагород та номінацій           | Список нагород та номінацій | Список нагород та номінацій                          | Список нагород та номінацій | Список нагород та номінацій | Список нагород та номінацій |
| Кінофестиваль/Кінопремія              | Рік                         | Категорія                                            | Номінант(и)                 | Результат                   | Дж                          |
| ------------------------------------- | --------------------------- | ---------------------------------------------------- | --------------------------- | --------------------------- | --------------------------- |
| Берлінський міжнародний кінофестиваль | 2018                        | Золотий ведмідь                                      | Спадкоємиці                 | Номінація                   | [ 2 ]                       |
| Берлінський міжнародний кінофестиваль | 2018                        | Приз Альфреда Бауера                                 | Спадкоємиці                 | Номінація                   | [ 3 ]                       |
| Берлінський міжнародний кінофестиваль | 2018                        | «Срібний ведмідь» найкращій акторці                  | Ана Брун                    | Перемога                    | [ 3 ]                       |
| Берлінський міжнародний кінофестиваль | 2018                        | Приз ФІПРЕССІ                                        | Спадкоємиці                 | Перемога                    | [ 3 ]                       |
| Берлінський міжнародний кінофестиваль | 2018                        | Премія «Тедді» за найкращий фільм                    | Спадкоємиці                 | Номінація                   | [ 7 ]                       |
| Берлінський міжнародний кінофестиваль | 2018                        | Премія «Тедді» журі читачів журналу «Mannschaft»     | Спадкоємиці                 | Перемога                    | [ 4 ]                       |
| Київський МКФ «Молодість»             | 2018                        | Гран-прі «Скіфський олень»                           | Спадкоємиці                 | Номінація                   | [ 8 ]                       |
| Київський МКФ «Молодість»             | 2018                        | Приз журі «Сонячний зайчик» — Найкращий ЛГБТК-фільм. | Спадкоємиці                 | Перемога                    | [ 9 ]                       |